# Stilpnus novitius
Stilpnus novitius är en stekelart som beskrevs av Forster 1876. Stilpnus novitius ingår i släktet Stilpnus och familjen brokparasitsteklar. Inga underarter finns listade i Catalogue of Life.